# Kali Reis
Kali Reis (Providence, 24 agosto 1986) è una pugile e attrice statunitense.

## Biografia
Kali Reis è nata il 24 agosto 1986 a Providence, nel Rhode Island. Lei e i suoi quattro fratelli, tutti più grandi di lei, sono stati cresciuti dalla madre a East Providence. Reis ha origini capoverdiane, wampanoag, cherokee e nipmuc. È inoltre membro della tribù Seaconke Wampanoag. Da bambina partecipava regolarmente ai powwow, faceva parte della banda musicale della sua scuola e giocava a pallavolo, basket e softball. A 14 anni ha iniziato a praticare pugilato nella palestra Manfredo's Gym di Pawtucket. Successivamente, ha studiato criminologia, ha imparato a riparare motociclette al MTTI di Seekonk e ha lavorato nella sicurezza dei night club. Nel mentre ha continuato ad allenarsi alla Manfredo's Gym e alla Big Six Boxing Academy di Providence. Prima di intraprendere la carriera da professionista, si è aggiudicata il New England 154 Championship nel 2006 e il Rocky Marciano Championship e i NYC Golden Gloves nel 2007.
Nel 2012 è stata vittima di un grave incidente motociclistico che l'ha costretta a prendere una pausa dalla boxe, tornando sul ring l'anno seguente gareggiando per il titolo WIBA. Nell'aprile 2016, ha vinto il suo primo titolo mondiale, sconfiggendo in Nuova Zelanda Maricela Cornejo, aggiudicandosi il titolo mondiale dei pesi medi WBC. Nel 2021 ha co-scritto e interpretato il ruolo della protagonista nel film Catch the Fair One, diretto da Josef Kubota Wladyka e presentato al Tribeca Festival. Per questo ruolo ha vinto il premio per la miglior attrice al Newport Beach Film Festival. Nel 2023 ha recitato in Città d'asfalto di Jean-Stéphane Sauvaire con Sean Penn, Tye Sheridan e Katherine Waterston. Nel 2024 ha recitato assieme a Jodie Foster nella quarta stagione di True Detective. Grazie a questo ruolo è stata candidata al Premio Emmy per la miglior attrice non protagonista in una miniserie o film TV.

## Filmografia

### Attrice

#### Cinema
- Catch the Fair One, regia di Josef Kubota Wladyka (2021)
- Città d'asfalto (Black Flies), regia di Jean-Stéphane Sauvaire (2023)

#### Televisione
- True Detective – serie TV, 6 episodi (2024)

### Sceneggiatrice
- Catch the Fair One, regia di Josef Kubota Wladyka (2021)

## Riconoscimenti
- Premio Emmy
  - 2024 – Candidatura alla migliore attrice non protagonista in una miniserie o film TV per True Detective: Night Country
- Critics' Choice Awards
  - 2025 – Candidatura alla miglior attrice non protagonista in una miniserie o film TV per True Detective: Night Country[16]
- Golden Globe
  - 2025 – Candidatura alla miglior attrice non protagonista in una serie, miniserie o film TV per True Detective: Night Country[17]
- Gotham Independent Film Awards
  - 2022 – Candidatura alla migliore interpretazione rivelazione per Catch the Fair One